# 王白駒
王 白駒（おう はっく、生没年不詳）は、中国南北朝時代・宋の将軍。

## 人物
北魏の攻撃により、北燕が滅んだことから、436年に北燕の第3代天王・馮弘は高句麗に亡命した。しかし、高句麗が馮弘を冷遇していると不満をもった馮弘は宋と接触した。438年、宋は王白駒を派遣して馮弘を宋に連れ帰ろうとしたが、事態を察知した高句麗王・長寿王は、高句麗の将軍・孫漱と高仇に命じて馮弘と一族約10人を殺害した。その際、王白駒は高仇を襲撃して殺害したが、自らは高句麗に捕縛された。しかし、その後、高句麗は王白駒の身柄を宋に返還した。